# Los siete contra Tebas (Esquilo)

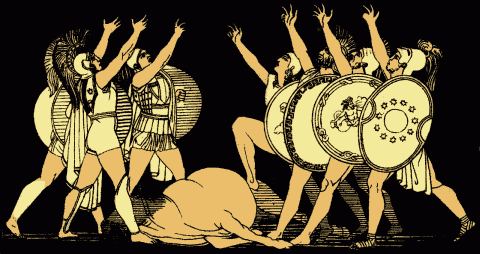
El juramento de los siete jefes, de Alfred Church.

Los siete contra Tebas (Ἑπτὰ επὶ Θῆβας) es una tragedia de Esquilo datada en el 467 a. C. Obtuvo el primer puesto en las Dionisias, y formaba parte de una tetralogía compuesta por las tragedias Layo y Edipo, y por el drama satírico La Esfinge, obras todas ellas perdidas.

## Personajes
- Eteocles
- Coro de Doncellas Tebanas
- Antígona
- Ismene
- Un Heraldo (mensajero)
- Polinices

## Argumento

### Contexto
La acción se desarrolla dentro de la ciudad de Tebas durante el asedio del ejército argivo a la ciudad, a causa de la negativa de Eteocles de ceder su turno para reinar en la ciudad que había pactado con su hermano Polinices. Su padre Edipo había lanzado previamente una maldición contra ambos hermanos.

### Juramento de los atacantes
Un mensajero informa a Eteocles de lo que está sucediendo: los siete caudillos de las tropas argivas han lanzado el juramento de que destruirán y saquearán la ciudad o bien morirán en el intento. Tras ello, los caudillos habían echado a suertes por qué puerta atacaría cada uno. El mensajero apremia a Eteocles para que sitúe ante cada una de las puertas a sus guerreros y elija quiénes deben liderar cada uno de los contingentes defensores.
El ejército argivo llega ante Tebas y pone cerco a la ciudad, mientras los capitanes de sus tropas se disponen a situarse ante la puerta que les ha tocado en suerte.

### Los siete caudillos argivos y sus siete contrincantes
Llega el mensajero con información acerca de la identidad de cada uno de los caudillos rivales:
- Tideo, que ha insultado al adivino argivo Anfiarao por tratar de evitar el ataque, va a atacar la puerta Preto. Ante él, Eteocles opone a Melanipo, uno de los hijos de Ástaco.[4]

- Capaneo, menospreciando a los dioses ante la puerta Electra. Polifonte es el caudillo tebano que va a competir contra él.

- Etéoclo, que también menosprecia a los dioses, está frente a la puerta Neista. Megareo será el caudillo tebano que se enfrente con él.

- Hipomedonte, guerrero corpulento y que lleva un escudo en el que está representado Tifón, atacará la puerta de Atenea Onca. Hiperbio,[5] que porta un escudo en el que está representado Zeus, es el guerrero que le opone Eteocles.

- Partenopeo, que procede de Arcadia, es el que está situado frente a la puerta de Bóreas que estaba junto a la tumba de Anfión. Será Áctor[6] el tebano que le opondrá sus fuerzas.

- Anfiarao, el adivino, está ante la puerta Homoloide. Insulta a uno de los suyos, Tideo y reprocha a Polinices la decisión de atacar la ciudad. Pero él se ha comprometido a luchar con los argivos y se dispone a ello a pesar de que sabe que morirá. Lástenes[7] es el elegido por Eteocles para oponerse a él.

- Polinices será el que ataque la séptima puerta y pide a gritos poder luchar contra su propio hermano para matarlo o desterrarlo tras vencerlo. Eteocles decide enfrentarse él mismo contra su hermano.

### Enfrentamiento entre los hermanos
El coro de tebanas trata de que Eteocles cambie de opinión y no vaya a combatir frente a su hermano, pero éste, que sabe que está haciendo efecto la maldición de su padre, marcha a combatir a la séptima puerta.
Un mensajero informa a las tebanas de que todo ha marchado bien en seis de las puertas y que la ciudad de Tebas se ha salvado pero que en la séptima puerta los dos hermanos Eteocles y Polinices se han dado muerte el uno al otro.

### Honras a los cadáveres
Un heraldo informa de que los magistrados tebanos han decidido que Eteocles sea enterrado con los debidos ritos, pero que a Polinices debe dejársele insepulto y sin honores.
Sin embargo Antígona, hermana de ambos, manifiesta su propósito de desobedecer la orden y dar también sepultura a Polinices.